# 1-二叠氮亚甲胺基-5-叠氮四唑
1-二叠氮亚甲胺基-5-叠氮四唑（1-Diazidocarbamoyl-5-azidotetrazole），俗稱疊氮化疊氮疊氮（Azidoazide azide），是杂环化合物，化学式C
2N
14。极易爆炸。 

## 制造
1-二叠氮亚甲胺基-5-叠氮四唑由托马斯·克莱普茨克、布克哈德·克鲁姆、弗兰兹·马丁和约格·施蒂尔斯托弗於2011年合成，他们用亚硝酸钠水溶液將氯化三氨基胍重氮化；另一种合成方法是四溴化异氰的丙酮溶液和叠氮化钠水溶液间复分解反应。它首先形成异氰基四叠氮化物C
2N
14的开環异构体。它在标准条件快速环化成四唑环。

## 危险
它在124°C熱分解。热、激光、辐射或物理冲击等几乎任何刺激都会引爆它，它也有可能无缘无故且不可预测地引爆。其氮原子没有很强的三键，爆炸前处于高能状态，爆炸後变為低能状态，是高能氮化合物。它非常高能，以至用拉曼光谱仪繪製它時就會爆炸。其撞擊敏度（impact sensitivity）低過0.25焦，但不如三碘化氮敏感，故常誤稱它為世界最敏感化合物。 